# Österreichische Hauptwache (Mainz)

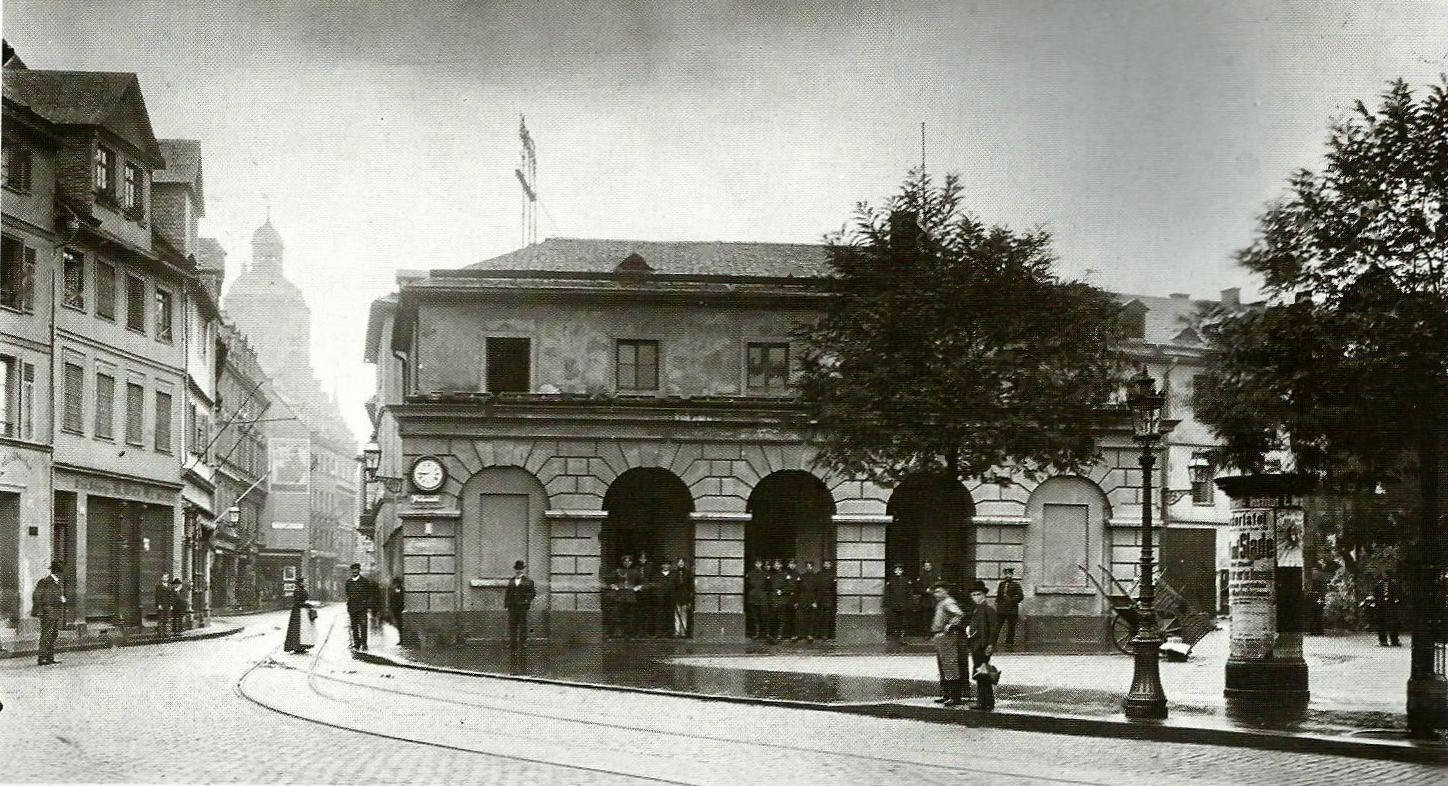
Österreichische Hauptwache am Flachsmarkt um 1900, im Hintergrund der Schustergasse die Quintinskirche

Die österreichische Hauptwache war ein Militärgebäude in der Altstadt von Mainz.
Nach dem Abzug der Franzosen in Folge der letzten Belagerung von Mainz am 4. Mai 1814 zogen die alliierten Truppen in Mainz ein. Nach dem Weiterziehen der Armeekorps, schon einen Monat später, wurde die Stadt von preußischen und österreichischen Truppen in einer Stärke von jeweils 4500 Mann besetzt. Da sich die Mächte Preußen und Österreich nicht über die Gebietszugehörigkeit der linksrheinischen Gebiete einigen konnten, teilten sie die Stadt unter sich auf und übernahmen gemeinsam die Verwaltung; die genaue Staatszugehörigkeit blieb dadurch zunächst ungeklärt. Organisatorisch wurde die Festung vom Generalgouvernement Mittelrhein kontrolliert, das der Militärkommission unterstellt war.

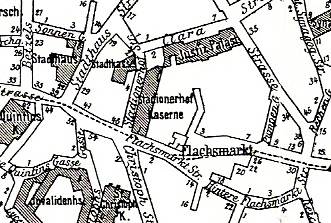
Flachsmarkt 1894, Hauptwache mit der Hausnummer 1

Die Hauptwache war das militärische Wachlokal der österreichischen Wachposten der Festung Mainz. Im Erdgeschoss befanden sich eine offene Bogenhalle mit fünf Rundbögen in starker Rustizierung, dahinter die Wachstuben für die Offiziere, Unteroffiziere und Gemeinen. Ein aufgesetztes Obergeschoss bot weiteren Räumlichkeiten Platz. Das Gebäude wurde am Flachsmarkt, im nördlichen Teil der Festung, nordwestlich der Ludwigsstraße durch die Geniedirektion unter dauernder preußischer Leitung eingerichtet, letztere war innerhalb der Arbeitsteilung permanent für Instandhaltung und Neubau der Festungsanlagen zuständig. Die Preußische Hauptwache befand sich in der südlichen Altstadt am Liebfrauenplatz.
Nach dem Deutschen Krieg von 1866 verlor die Hauptwache ihre Funktion, als die Österreicher die Festung nicht mehr nutzen durften. Im Jahr 1903 wurde der gesamte militärische Komplex um den Flachsmarkt abgerissen um einer Kaufhausfiliale des Unternehmers Leonhard Tietz Platz zu machen.